# Sexion d'Assaut
Sexion d'Assaut es un grupo de rap francés creado en 2001. Originario de París, cuenta con ocho integrantes.

## Historia
La historia de Sexion D'assaut es, al mismo tiempo que corta, muy marcada por la polémica, y las idas y venidas de los miembros de su grupo serán frecuentes hasta 2010, momento en el que lanzan su primer álbum. 

### 2002-2010 El nacimiento y los primeros pasos de Sexion D'assaut
En 2002, Sexion D'assaut está compuesta de, aproximadamente, una veintena de personas, de las cuales solo las más comprometidas y unidas al grupo permanecen en él. Mesrimes, Adams Diallo, Maska, y Lefa decidieron continuar con el proyecto en ese momento, y son por tanto los fundadores del grupo.
Tras una serie de trabajos menores, el grupo lanza en 2007, ya con algunos de los nuevos integrantes, su primer videoclip: " Histoire pire que vraie", seguido varios meses después por "Anti-Tecktonik". Estos dos videoclips se ven envueltos en una gran polémica por su carácter crítico con ciertos sectores de la sociedad francesa.
En 2009, tras el furor logrado por dos de sus temas: "Wati Bon Son" y "T'es bête ou Quoi", adquieren una cierta importancia en el panorama nacional francés, y contando ya con todos los componentes actuales, se preparan para el lanzamiento de su primer álbum.  

### 2010: L'école des points vitaux
En 2010, Sexion D'assaut lanza su primer álbum, L'École des points vitaux, que sobrepasa las 300.000 ventas en Francia y consigue, por lo tanto, un triple disco de platino. Con este álbum, comienzan las polémicas tanto por su carácter callejero y revolucionario como por su presunta homofobia. Éxitos como "Casquette a l'envers", "Desolé", "Wati by night" y "L'école des points vitaux" forman parte de este disco. 

### 2011: En attendant L'Apogée
Con este mixtape, Sexion D'assaut busca crear morbo de cara a su próximo y muy anunciado disco: L'Apogée. El álbum consigue 100.000 ventas, consiguiendo un disco de platino. Incluye temas como "Qui T'a Dit?", "Paris Va Bien" y "A Bout D'Souffle"

### 2012: Welcome to the Wa. (L'Apogée)
Su último y más esperado trabajo, Welcome to the Wa (L'Apogée), cumple con todas las expectativas: Disco de oro justo después de su lanzamiento, de platino a las dos semanas y de doble platino a los dos meses. Poco después consigue el triple disco de platino, segundo que posee el grupo tras el obtenido con su primer álbum. En este nuevo álbum, la Sexion incluye ritmos más instrumentales y manipulados electrónicamente. Ejemplo de ello es su tema "Wati House", que intenta ser una canción de House en toda regla. Otros temas incluidos en el álbum son: "Ma direction", "Rien D'Mechant", "Paname Allons Dancer", "Africain", "J'reste Debout", "Balader" y el gran éxito "Avant qu'Elle Parte".

## Miembros actuales del grupo
Sexion D'assaut ha contado con numerosos miembros a lo largo de la historia, pero actualmente está formado por ocho componentes: 
- Barack Adama (Adams Diallo) (nacido el 21 de diciembre de 1985), cuyo nombre real es Adama Diallo, es originario de París (IX Distrito de París), y tiene ascendencia de Senegal.
- Black M (nacido el 27 de diciembre de 1984), cuyo nombre es Alpha Diallo (aunque no tiene relación familiar con Adams D.), de padres guineanos, es originario del VII Distrito de París.
- Doomams (nacido el 13 de marzo de 1983), cuyo verdadero nombre es Mamadou Baldé, tiene orígenes guineanos, aunque su vida se desarrolla completamente en el XVIII Distrito de París.
- JR O Crom (nacido el 25 de enero de 1985), de nombre Karim Ballo, nacido en el III Distrito de París, es de origen maliense.
- Lefa (nacido el 28 de noviembre de 1985), cuyo verdadero nombre es Karim Fall, es también nacido en París y posee orígenes senegaleses.
- L.I.O. (nacido el 23 de marzo de 1985), de nombre Lionel Dahi, es originario de Costa de Marfil, aunque creció en París.
- Gims (Maître Gims) (nacido el 6 de mayo de 1986) es originario de Kinsasa, pero se trasladó al III Distrito de París siendo muy joven. Su verdadero nombre es Gandhi Djuna.
- Maska (nacido el 21 de mayo de 1985), cuyo verdadero nombre es Bastien Vincent, es originario del IX Distrito de París. Es el único integrante del grupo que no es afrodescendiente.

Todos los miembros de Sexion D'assaut comparten la misma religión, el Islam, temática que no dudan en incluir en sus éxitos.